# Louis-Marie Galibert
Louis-Marie Galibert MEP (* 9. April 1845 in Anglès, Département Tarn; † 24. April 1883) war ein französischer römisch-katholischer Ordensgeistlicher und Apostolischer Vikar von Ost-Cochin.

## Leben
Louis-Marie Galibert trat der Ordensgemeinschaft der Pariser Mission bei und empfing am 6. Juni 1868 das Sakrament der Priesterweihe.
Am 23. Mai 1879 ernannte ihn Papst Leo XIII. zum Titularbischof von Aenus und zum Apostolischen Vikar von Ost-Cochin. Der Apostolische Vikar von West-Cochin, Isidore-François-Joseph Colombert MEP, spendete ihm am 26. Oktober desselben Jahres die Bischofsweihe.